# Македонівка (Маріупольський район)
Македо́нівка — село Кальчицької сільської громади Маріупольського району Донецької області, Україна. Відстань до Нікольського становить 29 км і проходить переважно автошляхами Т 0508 та Н20.
Розташоване за 3 км від залізничної станції Асланове.

## Населення
За даними перепису 2001 року населення села становило 817 осіб, із них 4,53 % зазначили рідною мову українську, 94,86 %— російську, 0,37 %— вірменську та 0,12 %— грецьку мову.